# Huỳnh Văn Bánh
Huỳnh Văn Bánh (tên thường gọi là Nguyễn Nam Tấn) (1920 tại Vĩnh Lộc, Bình Chánh – 21 tháng 5 năm 1969 tại Bến Cát, Bình Dương).
Sau hiệp định Genève, ông được giao nhiều chức vụ quan trọng. Từ năm 1962 đến năm 1965 ông là Phó ban ANT4 (tiền thân của Công an Thành phố Hồ Chí Minh). Tháng 8 năm 1967 ông được giao chức vụ Trưởng ban An Ninh phân khu I; Thường vụ phân khu Ủy. Cuối năm 1968, đầu năm 1969 là Phó Bí thư, rồi quyền Bí thư phân khu Ủy.
Ông mất năm 1969 vì bom B52 khi đang họp tại ấp Bến Súc, xã Thanh Tuyền, huyện Bến Cát, tỉnh Bình Dương.

## Gia đình
Vợ ông là Phạm Thị Chín. Hai ông bà có với nhau chín người con, trong đó bốn người mất sớm. Do có chồng và con gái hi sinh trong kháng chiến chống Mỹ nên bà được phong tặng danh hiệu Bà mẹ Việt Nam anh hùng.

## Vinh danh
Với những đóng góp của mình, ông được Nhà nước Việt Nam phong tặng danh hiệu liệt sĩ và tên ông được đặt cho một con đường nằm ở quận Phú Nhuận, Thành phố Hồ Chí Minh và được đặt cho một ngôi trường mang tên Huỳnh Văn Bánh.